# 1990 en musique
| \| • Retour à la chronologie générale de la musique populaire • \| |
| XXIe siècle • XXe siècle • XIXe siècle • XVIIIe siècle XVIIe siècle • XVIe siècle • XVe siècle • XIVe siècle XIIIe siècle • XIIe siècle • XIe siècle • Xe siècle IXe siècle • VIIIe siècle • Haut Moyen Âge • Rome • Grèce |
| • Retour à la chronologie générale de la musique populaire • |

| • Retour à la chronologie générale de la musique populaire • |

| Années de la musique populaire : 1987 - 1988 - 1989 - 1990 - 1991 - 1992 - 1993    |
| Décennies de la musique populaire : 1960 - 1970 - 1980 - 1990 - 2000 - 2010 - 2020 |

Cet article présente les faits marquants de l'année 1990 en musique.

## Faits marquants

### En France
- Environ 25 millions de singles et 105 millions d'albums sont vendus en France en 1990[1].
- Dorothée se produit pour la première fois à Bercy, du 6 au 21 janvier.
- Serge Gainsbourg livre sa dernière œuvre en signant l’album Variations sur le même t'aime pour Vanessa Paradis, dont est extrait le single Tandem.
- Première tournée de Patricia Kaas, incluant une semaine à l'Olympia et 6 soirs au Zénith de Paris.
- Johnny Hallyday se produit du 15 septembre au 4 octobre à Bercy.
- Patrick Bruel se produit 12 soirs au Zénith de Paris. Débuts de la Bruelmania.
- Jean-Jacques Goldman s’associe à Carole Fredericks et Michael Jones pour créer le trio Fredericks Goldman Jones.

### Dans le monde
- Premiers succès de Mariah Carey (Vision of Love) et Seal (Killer).
- 21 juillet : Roger Waters rejoue, en direct à la télévision, le concert The Wall sur la Potsdamer Platz pour le 1er anniversaire de la chute du Mur de Berlin.
- Pour avoir simulé une masturbation lors de son Blond Ambition Tour, Madonna doit faire face à l'annulation d'une date en Italie par le Vatican et à une tentative d'arrestation par la police de Toronto. Quelques mois plus tard, son clip Justify my love est censuré.
- Sortie du tout premier album de rap du continent africain, Our World, par le groupe sud-africain Prophets of da City.

## Disques sortis en 1990
- Albums sortis en 1990
- Singles sortis en 1990

## Succès de l'année en France (Singles)

### Chansons classées Numéro 1
Cette liste présente, par ordre chronologique, tous les titres s'étant classés à la première place du Top 50 durant l'année 1990.
- Roch Voisine : Hélène
- François Feldman : Les Valses de Vienne
- Les Vagabonds : Le temps des yéyés
- The Christians : Words
- Elton John : Sacrifice
- Lagaf' : Bo le lavabo
- Zouk Machine : Maldòn (La musique dans la peau)
- Charles D. Lewis : Soca Dance
- Félix Gray et Didier Barbelivien : À toutes les filles...
- UB40 : Kingston Town
- Mecano : Une femme avec une femme
- François Feldman : Petit Frank

### Chansons francophones
Cette liste présente, par ordre alphabétique, tous les titres francophones s'étant classés parmi les 15 premières places du Top 50 durant l'année 1990.
- Anne : Oliver
- Benny B : Vous êtes fous !
- Claude Barzotti : Aime-moi
- Claude François : Même si tu revenais (Remix)
- Claude François : Megamix
- Demis Roussos : On écrit sur les murs
- Diane Tell : La légende de Jimmy
- Elsa : Rien que pour ça
- Félix Gray & Didier Barbelivien : À toutes les filles...
- Félix Gray & Didier Barbelivien : Il faut laisser le temps au temps
- Footbrothers : Il suffit d’un ou deux excités
- François Feldman : Les Valses de Vienne
- François Feldman : C’est toi qui m’as fait
- François Feldman : Petit Frank
- Frédéric François : Qui de nous deux
- Fredericks Goldman Jones : Nuit
- Jean-Pierre François : Il a neigé sur les lacs
- Joëlle Ursull : White and black blues
- Julien Clerc : Fais-moi une place
- Lagaf' : Bo le lavabo
- Les Forbans : Version 90
- Les Vagabonds : Le temps des yéyés
- Les Vagabonds : Le temps des copains
- Marc Lavoine : Rue Fontaine
- Mecano : Une femme avec une femme
- Melody : Y a pas que les grands qui rêvent
- Melody : Chariot d’étoiles
- Michel Sardou : Marie-Jeanne
- Pacifique : Quand tu serres mon corps
- Patricia Kaas : Les hommes qui passent
- Patrick Bruel : Casser la voix
- Patrick Bruel : Alors regarde
- Patrick Bruel : J'te l'dis quand même
- Patrick Sébastien : Le gambadou
- Pauline Ester : Oui je l’adore
- Pierre Bachelet : L’homme en blanc
- Pierre Bachelet & Florence Arthaud : Flo
- Roch Voisine : Hélène
- Roch Voisine : Pourtant
- Roch Voisine : Avant de partir
- Roch Voisine : La berceuse du petit diable
- Thierry Hazard : Le Jerk
- Zouk Machine : Maldòn (La musique dans la peau)

### Chansons non francophones
Cette liste présente, par ordre alphabétique, tous les titres non francophones s'étant classés parmi les 15 premières places du Top 50 durant l'année 1990.
- a-ha : Crying in the Rain
- Black Box : Ride on Time
- Black Box : I don’t know anybody else
- Black Box : Everybody everybody
- Charles D. Lewis : Soca Dance
- Chico et Roberta : Frente a frente
- David Hallyday : Tears of the Earth
- Depeche Mode : Enjoy the Silence
- Elton John : Sacrifice
- Elton John : Whispers
- Eros Ramazzotti : Se bastasse una canzone
- Jimmy Somerville : Comment te dire adieu
- Jimmy Somerville : You make me feel (Mighty real)
- Jive Bunny and the Mastermixers : Swing the Mood
- Jive Bunny and the Mastermixers : That’s what I like
- Kylie Minogue : Better the devil you know
- Latino Party : The party
- Mc Sar & The Real McCoy : It’s on you
- Madonna : Vogue
- Mark Boyce : Hey little girl
- Milli Vanilli : Girl I’m gonna miss you
- New Kids on the Block : Step by step
- New Kids on the Block : Tonight
- Nick Kamen : I promised myself
- Phil Collins : Another day in paradise
- Phil Collins : I wish it would rain down
- Roé : Soledad
- Sinéad O'Connor : Nothing Compares 2 U
- Sydney Youngblood : If only I could
- Technotronic : Get up! (Before the night is over)
- Technotronic : Megamix
- Technotronic : Pump up the jam
- Toto Cutugno : Insieme: 1992
- The Christians : Words
- UB40 : Kingston Town
- Vaya Con Dios : What's a Woman?
- Whitney Houston : I’m your baby tonight

## Succès de l'année en France (Albums)
Cette liste présente, par ordre alphabétique, les albums sortis en 1990 ayant obtenu une certification Platine ou Diamant en France.

### Disques de diamant (Plus d'un million de ventes)
- Elton John : The very best of
- Fredericks Goldman Jones : Fredericks Goldman Jones
- Madonna : The Immaculate Collection
- Patricia Kaas : Scène de vie
- Phil Collins : Serious Hits… Live!

### Doubles disques de platine (Plus de 600 000 ventes)
- France Gall : Les années Musique
- Michel Sardou : Le privilège
- Roch Voisine : Double

### Disques de platine (Plus de 300 000 ventes)
- Benny B : L'album
- Claude François : Master série
- Daniel Balavoine : Compilation
- Depeche Mode : Violator
- Elmer Food Beat : 30 cm
- George Michael : Listen without prejudice, vol. 1
- INXS : X
- Jimmy Somerville : Singles collection
- Julien Clerc : Fais-moi une place
- Led Zeppelin : Remasters
- Liane Foly : Rêve orange
- Mecano : Descanso dominical
- Midnight Oil : Blue sky mining
- New Kids on the Block : Step by step
- Paul Young : From time to time
- Sinéad O'Connor : I do not want what I haven't got
- The Notting Hillbillies : Missing...Presumed having a good time
- Thierry Hazard : Pop Music
- Toto : Past to Present 1977-1990
- Vanessa Paradis : Variations sur le même t'aime
- Whitney Houston : I'm your baby tonight
- Zouk Machine : Maldòn

## Succès internationaux de l’année
Cette liste présente, par ordre alphabétique, les trente titres et albums ayant eu le plus de succès dans les charts internationaux en 1990,.

### Singles
- Alannah Myles : Black velvet
- Deee-Lite : Groove is in the heart
- Depeche Mode : Enjoy the Silence
- DNA & Suzanne Vega : Tom's Diner
- Enigma : Sadeness
- George Michael : Freedom! '90
- George Michael : Praying for Time
- Heart : All I wanna do is make love to you
- INXS : Suicide Blonde
- Janet Jackson : Escapade
- Jon Bon Jovi : Blaze of Glory
- Lisa Stansfield : All around the world
- Londonbeat : I've been thinking about you
- Madonna : Vogue
- Madonna : Justify my love
- Mariah Carey : Vision of love
- Maxi Priest : Close to you
- MC Hammer : U can't touch this
- Michael Bolton : How am I supposed to live without you?
- New Kids On The Block : Step by step
- Paula Abdul : Opposites Attract
- Phil Collins : I wish it would rain down
- Roxette : It must have been love
- Sinead O'Connor : Nothing Compares 2 U
- Snap! : The Power
- Technotronic : Get up! (Before the night is over)
- Vanilla Ice : Ice Ice Baby
- Whitney Houston : I’m your baby tonight
- Wilson Phillips : Hold on
- Wilson Phillips : Release me

### Albums
- AC/DC : The Razors Edge
- Alannah Myles : Alannah Myles
- Black Crowes : Shake your money maker
- Depeche Mode : Violator
- Elton John : The very best of
- Garth Brooks : No fences
- George Michael : Listen without prejudice, vol. 1
- INXS : X
- Jon Bon Jovi : Blaze of Glory
- Jose Carreras, Placido Domingo & Luciano Pavarotti : In Concert
- Lisa Stansfield : Affection
- Madonna : The Immaculate Collection
- Madonna : I'm breathless
- Mariah Carey : Mariah Carey
- MC Hammer : Please Hammer don't hurt 'em
- Michael Bolton : Soul provider
- Midnight Oil : Blue sky mining
- New Kids On The Block : Step by step
- Phil Collins : Serious Hits… Live!
- Paul Simon : The rhythm of the saints
- Pretty Woman
- Prince : Graffiti bridge
- Public Enemy : Fear of a black planet
- Quincy Jones : Back on the Block
- Sinead O'Connor : I do not want what I haven't got
- The B-52's : Cosmic Thing
- The Scorpions : Crazy world
- Vanilla Ice : To the extreme
- Whitney Houston : I'm your baby tonight
- Wilson Phillips : Wilson Phillips

## Récompenses
- États-Unis : 33e cérémonie des Grammy Awards
- États-Unis : American Music Awards 1990 (en)
- États-Unis : 1990 MTV Video Music Awards (en)
- États-Unis : 1990 Billboard Music Awards (en)
- Europe : Concours Eurovision de la chanson 1990
- France : 6e cérémonie des Victoires de la musique
- Québec : 12e gala des prix Félix
- Royaume-Uni : Brit Awards 1990

## Formations et séparations de groupes
- Groupe de musique formé en 1990
- Groupe de musique séparé en 1990

## Naissances
- 14 janvier : JUL, rappeur français
- 23 janvier : Phillipp Dittberner, chanteur allemand.
- 28 janvier : Luce, chanteuse française.
- 3 février : Sean Kingston, chanteur jamaïcain
- 16 février : The Weeknd, chanteur canadien.
- 25 février : Naâman, chanteur français († 7 février 2025).
- 27 mars : Kimbra, chanteuse néo-zélandaise
- 3 avril : Nekfeu, rappeur français
- 11 octobre : Kara Darvish, musicien de rock azerbaïdjanais
- 12 octobre : Népal, rappeur et beatmaker français.
- 15 octobre : Sondre Justad, chanteur norvégien.
- 21 novembre : Aiglon Makasi, chanteur congolais
- 26 novembre : Rita Ora, chanteuse britannique
- 20 décembre : JoJo, chanteuse américaine
- 22 décembre : Jean-Baptiste Maunier, chanteur et acteur français

## Décès
- 8 février : Del Shannon, chanteur de rock 'n' roll américain
- 16 mai : Sammy Davis, Jr., danseur, chanteur, acteur, imitateur et musicien américain
- 18 juillet : Gerry Boulet, auteur-compositeur-interprète québécois
- 27 août : Stevie Ray Vaughan, guitariste de blues-rock
- 16 octobre : Art Blakey, batteur de jazz américain
- 7 décembre : Dee Clark, chanteur soul américain
- 16 décembre : Jackie Mittoo, pianiste, organiste et auteur-compositeur jamaïcain